# Rudolf Eklöw
Rudolf Eklöw (Stockholm, 1904. január 15. – Stockholm, 1986. szeptember 29.) svéd sportújságíró, nemzetközi labdarúgó-játékvezető, jégkorong sportmenedzser.

## Pályafutása

### Nemzeti játékvezetés
Nemzeti labdarúgó-szövetségének megfelelő játékvezető bizottsága minősítése alapján 1923-ban lett az 1. Liga játékvezetője. Küldési gyakorlat szerint rendszeres partbírói szolgálatot végzett. A nemzeti játékvezetéstől 1939-ben vonult vissza.

### Nemzetközi játékvezetés
A Svéd labdarúgó-szövetség Játékvezető Bizottsága (JB) terjesztette fel nemzetközi játékvezetőnek, a Nemzetközi Labdarúgó-szövetség (FIFA) 1935-től tartotta nyilván bírói keretében. A FIFA JB központi nyelvei közül a angolt beszélte. Több nemzetek közötti válogatott és klubmérkőzést vezetett, vagy működő társának partbíróként segített. A  nemzetközi játékvezetéstől 1939-ben búcsúzott. Válogatott mérkőzéseinek száma:15.

#### Olimpiai játékok
Az 1936. évi nyári olimpiai játékok labdarúgó tornájának végső szakaszát, ahol a FIFA JB bírói szolgálatra alkalmazta. A kor elvárása szerint az egyes számú partbíró játékvezetői sérülésnél átvette a mérkőzés vezetését. Partbíróként egy alkalommal egyes, egy esetben 2. pozícióba kapott küldést.
| Időpont            | Helyszín            | Mérkőzés típusa   | Mérkőzés             | Eredmény | Nézők száma |
| ------------------ | ------------------- | ----------------- | -------------------- | -------- | ----------- |
| 1936. augusztus 8. | Poststadion, Berlin | egyik negyeddöntő | Lengyelország–Anglia | 5 – 4    | 6000        |

#### Balti Kupa
| Időpont             | Helyszín                  | Mérkőzés típusa | Mérkőzés              | Eredmény | Nézők száma |
| ------------------- | ------------------------- | --------------- | --------------------- | -------- | ----------- |
| 1935. augusztus 20. | Kadriorg Stadion, Tallinn | csoportmérkőzés | Észtország–Litvánia   | 1 – 2    | 6000        |
| 1935. augusztus 21. | Kadriorg Stadion, Tallinn | csoportmérkőzés | Lettország–Litvánia   | 2 – 2    | 3500        |
| 1935. augusztus 21. | Kadriorg Stadion, Tallinn | csoportmérkőzés | Észtország–Lettország | 1 – 1    | 7000        |
| 1936. augusztus 29. | JKS Stadion, Riga         | csoportmérkőzés | Lettország–Litvánia   | 2 – 1    | 7000        |
| 1936. augusztus 30. | YMCA Stadion, Riga        | csoportmérkőzés | Észtország–Litvánia   | 2 – 1    | 2000        |
| 1936. augusztus 31. | YMCA Stadion, Riga        | csoportmérkőzés | Lettország–Észtország | 2 – 1    | 10 000      |

#### Skandináv Bajnokság
Nordic Championships/Északi Kupa labdarúgó tornát Dánia kezdeményezésére az első világháború után, 1919-től a válogatott rendszeres játékhoz jutásának elősegítésére rendezték a Norvégia, Dánia, Svédország részvételével. 1929-től a Finnország is csatlakozott a résztvevőkhöz. 1983-ban befejeződött a sportverseny.
| Időpont              | Helyszín                   | Mérkőzés típusa | Mérkőzés            | Eredmény | Nézők száma |
| -------------------- | -------------------------- | --------------- | ------------------- | -------- | ----------- |
| 1938. szeptember 18. | Ullevaal Stadion, Oslo     | csoportmérkőzés | Norvégia–Dánia      | 1 – 1    | 33 065      |
| 1939. szeptember 3.  | Olimpiai Stadion, Helsinki | csoportmérkőzés | Finnország–Norvégia | 1 – 2    | 8729        |

## Sportvezetőként
Az IFK Stockholm jégkorong-egyesület elnökségi tagja és titkára. 1920-1930 között a Svéd Jégkorong-szövetség elnökhelyettese. 1932-1936 között a stockholmi labdarúgó játékvezetők alelnöke. 1932-1936 között a Svéd labdarúgó-szövetség titkára. 1936-1940 és 1945-1961 között
a Sport Újságírók Klubjának elnökségi tagja. 1949-1952 és 1957-1961 között elnöke. 1948-1966 között az IIHF elnökségi tagja, 1957-1966 között alelnöke.

## Írásai
- 1940-1944 között a New Daily Allehanda munkatársa,
- 1944-1946 között szerkesztői asszisztens az Expressen lapnál
- 1946-1969 között a Dagens Nyheter sportigazgatója,

## Szakmai sikerek
- 1976 – International Ice Hockey Federation (IIHF) tiszteletbeli tagja,
- 1999 – az IIHF Hall of Fame, a Nemzetközi Jégkorongszövetség Hírességeinek Csarnokába kapott helyet,
- 2012-ben a svéd Hockey Hall of Fame, a svéd jégkorong Hírességek Csarnokába kapott helyet,